# Anorasema
Anorasema is een geslacht van vliesvleugeligen uit de familie Eucharitidae. De wetenschappelijke naam van dit geslacht is voor het eerst geldig gepubliceerd in 1988 door Boucek.

## Soorten
Het geslacht Anorasema omvat de volgende soorten:
- Anorasema manii Heraty, 1992
- Anorasema pallidipes (Cameron, 1909)